# Процена ризика
Процена ризика је одређивање квантитативних и квалитативних вредности ризика који се односе на конкретну ситуацију и признато претње (назива опасност). Квантитативна процена ризика захтева прорачуне две компоненте ризика (Р):, величина потенцијалног губитка (Л), а вероватноћа (п) да ће доћи до губитка.

## Објашњење
Процена ризика се састоји од објективне процене ризика у којима су претпоставке и неизвесности јасно представљене и разматране. Део тешкоћа у управљању ризиком је да је мерење и од количине у којима процена ризика у питању - потенцијални губитак и вероватноћа појаве - може бити веома тешко мерити. Могуће грешке у мерењу ова два концепта је велика. Ризик са великим потенцијалним губитком и веома малу вероватноћу дешавају се често третира другачије од оног са ниским потенцијалне губитке и са већом вероватноћом од дешавају. У теорији, обе су од скоро исти приоритет, али у пракси то може бити веома тешко управљати када се суоче са недостатком ресурса, посебно време, у коме се спроведе процес управљања ризицима. Изражено математички,
{\displaystyle R_{i}=L_{i}p(L_{i})\,\!}
{\displaystyle R_{total}=\sum _{i}L_{i}p(L_{i})\,\!}

## Процена ризика у смеру управљања пројеката
У смеру управљања пројектима, процена ризика је саставни део плана управљања ризика, проучавајући вероватноће и утицаје, као и ефекат сваког познатог ризика на пројекту, као и корективне мере које треба предузети да би требало да има ризик.

## Процена ризика за велике пројекте
Велике пројекте (понекад се назива „главни програми“) су изузетно велики инвестициони пројекти, обично коштају више од 86 милијарде динара по пројекту. Велики пројекти укључују мостове, тунеле, аутопутеве, пруге, аеродроме, луке, електране, бране, отпадне воде, приобалну одбрану од поплава, нафте и природног гаса, вађење пројекте јавних објеката, система информационих технологија, авио пројекте, и одбране. Велики пројекти су се показали као посебно ризични у смислу финансија, безбедности и утицаја на друштво и животну средину.

## Процена ризика у управљању пројеката
Процена ризика је саставни део плана управљања ризика, проучавајући вероватноће и утицаје, као и ефекат сваког познатог ризика на пројекту, као и корективне мере које треба предузети да би требало да има ризик..